# Rathlacken

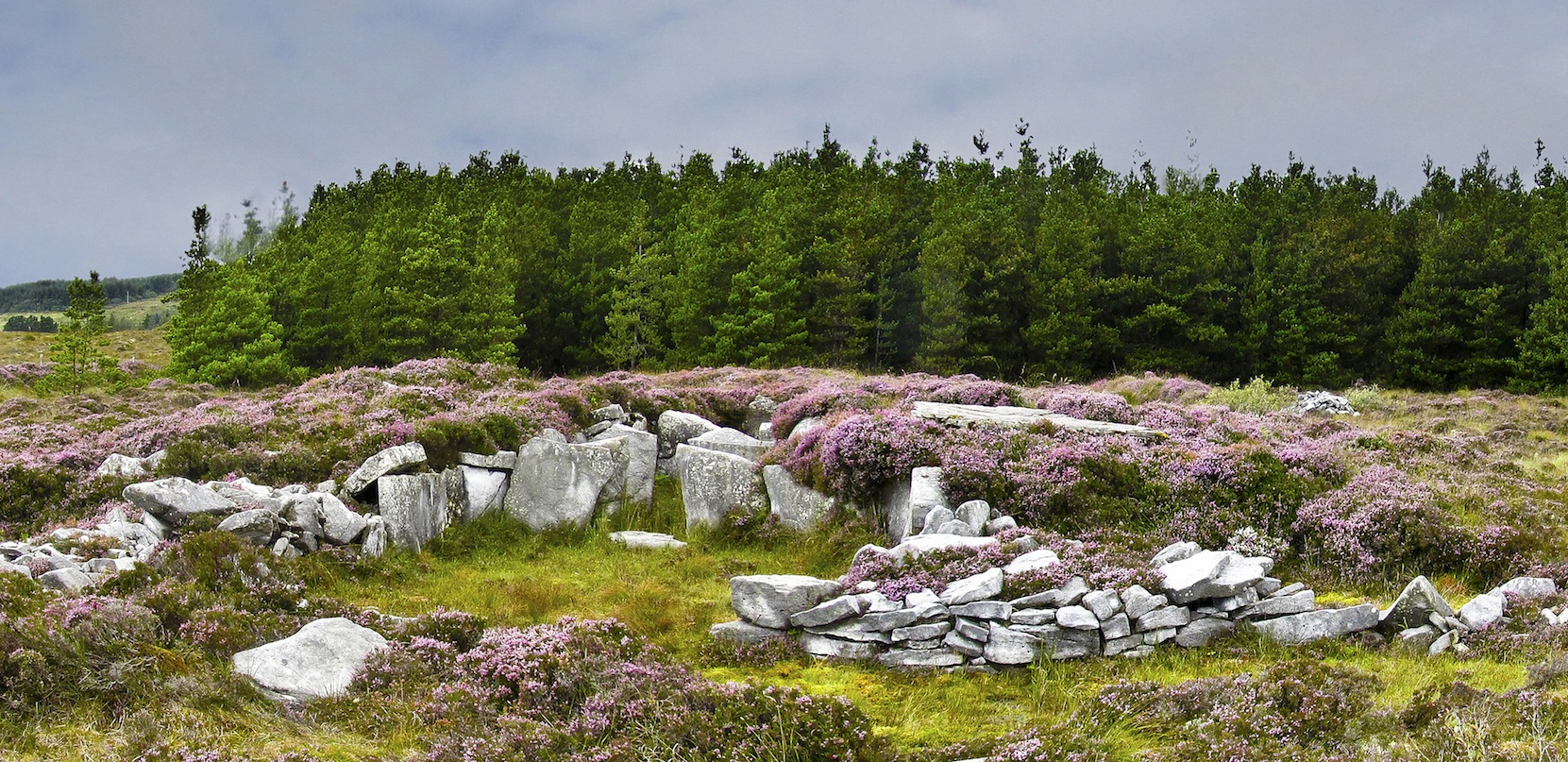
Court Tomb von Rathlacken

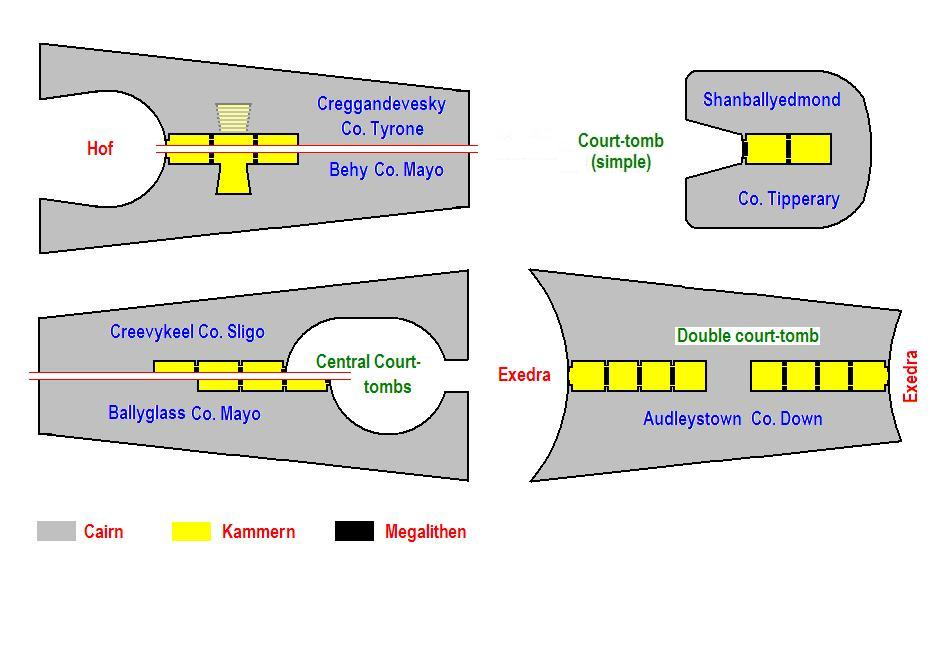
Formen von Court Tombs; Rathlacken entspricht weitestgehend der linken oberen Darstellung

Das zwischen 1990 und 1997 ausgegrabene Court Tomb von Rathlacken (auch Rathlackan, irisch Ráth Leacáin) liegt direkt westlich einer Nord-Süd verlaufenden Straße in einem Torfmoor 1,5 km westlich von Rathlacken im Bereich der Céide Fields im County Mayo in Irland. Die Anlage, die Feldsysteme und Wohnplätze in der Umgebung wurden von Greta Byrne untersucht. Court Tombs gehören zu den megalithischen Kammergräbern (englisch chambered tombs) der Britischen Inseln. Sie werden mit etwa 400 Exemplaren nahezu ausschließlich in Ulster im Norden von Irland beziehungsweise in Nordirland gefunden.
Die ausgezeichnet erhaltene Megalithanlage wurde in den 1950er Jahren von Major Aldridge entdeckt. Die an den tiefen Vorhof angrenzende, etwa sechs Meter lange Galerie besteht aus drei Kammern aus massiven Steinen, die durch zwei Paare großer Pfostensteine getrennt sind. Ein Merkmal der Anlage ist der sehr dünne Türstein, der an der Exedra links der Galerie abgestellt wurde.
Die etwa 3300 v. Chr. errichtete Anlage wurde um  2000 v. Chr. von den Menschen der Bronzezeit nachgenutzt. An der Anlage wurden eine Menge Keramik verschiedener Epochen sowie Steingeräte gefunden. In einer der Kammern wurde Leichenbrand entdeckt. 
Am Court Tomb wurde eine von einer niedrigen Mauer umgebene Einfriedung entdeckt. In einem Gebäuderest mit Steinwänden und dem Schwellenstein in der Tür fand sich, mit einer Menge Holzkohle bedeckt, die etwa 2600 v. Chr. verbrannte, zentrale Herdplatte.